# Koně se také střílejí
Koně se také střílejí je americké psychologické drama z roku 1969, které natočil režisér Sydney Pollack podle scénáře Roberta E. Thompsona a Jamese Poea, natočeného podle stejnojmenného románu Horace McCoye z roku 1935. Hrají v něm Jane Fondová, Michael Sarrazin, Susannah Yorková, Red Buttons, Bruce Dern, Bonnie Bedelia a Gig Young. Film se zaměřuje na nesourodou skupinu jednotlivců, kteří se zoufale snaží vyhrát taneční maraton v době hospodářské krize, a na oportunistického konferenciéra, který je pobízí.
Film Koně se také střílejí byl uveden do kin ve Spojených státech 10. prosince 1969 a premiéru měl také na filmovém festivalu v Cannes v roce 1970. Film se stal kriticky i komerčně úspěšným, při rozpočtu 4,86 milionu dolarů vydělal 12,6 milionu dolarů a stal se sedmnáctým nejvýdělečnějším filmem roku 1969. Recenzenti chválili jeho režii, scénář, zobrazení období hospodářské krize a herecké výkony (zejména Fondy, Yorkové a Younga). Film získal devět nominací na 42. ročník Oscarů, mimo jiné za nejlepší režii, nejlepší herečku (Fonda), nejlepší herečku ve vedlejší roli (Yorková), nejlepší adaptovaný scénář a Young získal cenu za nejlepšího herce ve vedlejší roli. Od roku 2021 drží rekord v počtu nominací na Oscara, aniž by měl nějakou za nejlepší film.[zdroj?]

## Obsah filmu
Robert Syverton (Michael Sarrazin), který kdysi snil o tom, že se stane velkým filmovým režisérem, vzpomíná na události, které vedly k nevyřčenému zločinu. V mládí viděl, jak si kůň zlomil nohu, načež byl zastřelen a zbaven utrpení. O mnoho let později, v roce 1932, v době velké hospodářské krize, zabloudí do tanečního maratonu, který se chystá začít v ošuntělém tanečním sále La Monica, rozkládajícím se nad Tichým oceánem na molu v Santa Monica v jižní Kalifornii. Robert se brzy nechá naverbovat Rockym (Gig Young), promotérem a konferenciérem soutěže, jako náhradní partner cynické nespokojenkyně Glorie Beattyové (Jane Fondová) poté, co je její původní partner diskvalifikován kvůli bronchitidě.
Mezi dalšími soutěžícími, kteří se ucházejí o výhru 1 500 dolarů ve stříbrných dolarech, jsou vysloužilý námořník Harry Kline (Red Buttons), citově labilní začínající londýnská herečka Alice (Susannah Yorková) a její partner Joel (Robert Fields), rovněž začínající herec, a chudý zemědělský dělník James (Bruce Dern) a jeho těhotná žena Ruby (Bonnie Bedelia). Na začátku maratonu jsou slabší dvojice rychle vyřazeny, zatímco Rocky pozoruje slabiny silnějších soutěžících a využívá je k pobavení diváků. Aréna také zaměstnává šarlatánské lékaře, kteří mají zakrýt extrémní fyzické a psychické poškození účastníků. Napjaté nervy ještě zhorší krádež jedněch Aliciných šatů (zvlášť když Robert zjistí, že je ukradl sám Rocky, aby vytvořil umělé drama pro pobavení publika) a Gloriina nespokojenost s pozorností, které se Alici dostává od Roberta. Na oplátku si vezme za partnera Joela, ale když ten dostane pracovní nabídku a odjede, spojí se s Harrym.
Po několika týdnech maratonu Rocky, aby vzbudil nadšení platících diváků, uspořádá sérii derby, v nichž se vyčerpaní soutěžící, oblečení v teplákových soupravách, musí prohánět po parketu, přičemž poslední tři páry jsou vyřazeny. Během jednoho ze závodů dostane Harry smrtelný infarkt, ale neodolatelná Gloria ho zvedne na záda a protne cílovou čáru. Harry umírá, když Glorie táhne jeho tělo po podlaze. Poté, co se Harryho tělo zhroutí, Rocky ujistí diváky, že trpí pouze vyčerpáním z horka, a nevědomý dav mu fandí, když zdravotníci odnášejí jeho mrtvolu z parketu. Incident způsobí, že se Alice nervově zhroutí, a je ze soutěže vyřazena. Robert a Glorie nemají partnery, a tak se opět spojí.
Rocky navrhne, aby se během maratonu vzali, což je reklamní trik, který jim zaručeně vydělá nějaké peníze v podobě darů od příznivců, jako je paní Laydonová, bohatá žena, která je po celou dobu soutěže sponzorovala. Když Glorie odmítne, prozradí jí, že soutěž není taková, jaká se zdá: z výhry se odečtou výdaje, takže vítězi nezůstane téměř nic. Robert a Glorie jsou tímto odhalením šokováni a ze soutěže odstoupí. Při balení věcí Glorie hledá jednu ze svých hedvábných punčoch; když ji Robert najde, ale omylem ji roztrhne a podá jí ji, Glorie se vzlykajíc zhroutí.
Oba opustí taneční sál a stanou na molu s výhledem na oceán. Glorie se přizná, jak prázdná se cítí a že je unavená ze svého života. Vytáhne zbraň a namíří na sebe, ale nedokáže se přimět stisknout spoušť. Zoufale požádá Roberta: "Pomoz mi." Ten jí vyhoví a střelí ji do hlavy, čímž ji zabije. Když se ho policie ptá na motiv jeho činu, Robert odpoví: "Střílejí přece koně, ne?" Mezitím maratón, který se vyšplhal na 1491 hodin, pokračuje několika zbývajícími dvojicemi.

## Výroba

### Vývoj
Na začátku 50. let hledali Norman Lloyd a Charlie Chaplin projekt, na kterém by mohli spolupracovat, Lloyd jako režisér a Chaplin jako producent. Lloyd zakoupil práva na román Horace McCoye za 3 000 dolarů a do hlavních rolí plánoval obsadit Chaplinova syna Sydneyho a nováčka Marilyn Monroe. Po dokončení příprav vzal Chaplin v roce 1952 svou rodinu na zamýšlenou krátkou cestu do Velké Británie na londýnskou premiéru filmu Limelight. Během této cesty, zčásti proto, že byl Chaplin v době McCarthyho obviněn ze sympatií ke komunistům, vyjednal J. Edgar Hoover, šéf FBI, s Imigračním a naturalizačním úřadem zrušení jeho povolení k opětovnému vstupu a filmový projekt byl zrušen. Když se o šestnáct let později práva na knihu vrátila McCoyovým dědicům (zemřel v roce 1955), odmítli smlouvu s Lloydem obnovit, protože z jeho původních plánů nic nevzešlo.
Scénář napsal James Poe, který se chtěl ujmout režie. Práva koupila společnost Palomar Pictures, jejímž prezidentem byl tehdy Edgar Scherick. Scherick nabídl projekt producentskému týmu Boba Chartoffa a Irwina Winklera, kteří byli nadšeni, ale měli pocit, že scénář potřebuje přepsat a že by měli problém natočit film za Scherickem požadovaný rozpočet 900 000 dolarů. Měli také obavy o Poeovy režisérské schopnosti a obávali se, že je příliš arogantní.
Mia Farrowová měla zájem hrát hlavní roli, ale Scherickovi se její honorář 500 000 dolarů zdál příliš vysoký. Nakonec bylo dohodnuto ukázat scénář Jane Fondové, která o něj měla zájem. Do hlavní mužské role byl od Universalu zapůjčen Michael Sarrazin. Scherick nakonec souhlasil s navýšením rozpočtu na 4 miliony dolarů. Martin Baum se stal šéfem ABC Pictures a podle Winklera Baum zařídil, aby byl Scherick propuštěn. Baum chtěl, aby druhou hlavní ženskou roli hrála Susannah Yorková, ačkoli Poe slíbil roli své tehdejší přítelkyni. Winkler říká, že to byl Baum, kdo navrhl Reda Buttonse a Giga Younga, a prosadil, aby byl Poe vyhozen. Producenti se zdráhali, zejména proto, že se Poe líbil Jane Fondové a měl souhlas režiséra. Winkler zařídil, aby Poe s Fondovou režíroval kamerové zkoušky Bonnie Bedeliové; zkoušky nedopadly dobře a Fonda přestala být nadšená z Poeových režisérských schopností. Poe byl z projektu vyhozen.
Hlavními kandidáty na jeho místo byli William Friedkin, Sydney Pollack a Jack Smight. Podle Winklera chtěl Smight 250 000 dolarů, Friedkin 200 000 dolarů a Pollack byl ochoten natáčet za 150 000 dolarů. Práci získal Pollack.
Fonda řekla, že na ni scénář původně neudělal dojem, ale její manžel Roger Vadim, který viděl podobnosti mezi knihou a díly francouzských existencialistů, ji přemluvil, aby si to rozmyslela.
Když se s Pollackem sešla, aby o scénáři diskutovala, byla překvapená, když se jí zeptal na její názor. Později řekla: "Bylo to poprvé, co mě režisér požádal o vyjádření k tomu, jak vidím postavu a příběh." Přečetla si scénář kritickým okem, udělala si poznámky k postavě a později ve své autobiografii poznamenala: "Byl to [pro mě] zárodečný okamžik ...". Bylo to poprvé v mém hereckém životě, kdy jsem pracovala na filmu o větších společenských problémech, a místo toho, aby mi moje profesionální práce připadala okrajová, připadala mi relevantní." V té době ji trápily problémy v manželství, a tak si při tvorbě postavy pomohla osobním trápením.
Pollack nechal scénář přepsat Robertem Thompsonem.
Do role Roberta Syvertona byl původně zvažován Warren Beatty a Pollackovou první volbou pro Rockyho byl charakterní herec Lionel Stander.

### Natáčení
Během natáčení se vyskytl problém se Susannah Yorkovou, která chtěla záruku, že bude moci natočit Country Dance. Když ji nedostala, zdálo se, že bude muset být nahrazena, a Pollack navrhl Sally Kellermanovou. Yorková však ustoupila a souhlasila s natáčením.
Ve filmu je použita neobvyklá technika flashforward (záblesky budoucnosti, vize budoucích událostí). Vyskytuje se během posledních 18 minut filmu, kdy se objevují pasáže předznamenávající Robertův osud, těsně před tragickým koncem. Kostymér Gig Young se vyznačoval hlubokou charakteristikou Rockyho: svou postavu vytvořil podle vzoru kapelníka a rozhlasové osobnosti Bena Bernieho a použil Bernieho slavnou hlášku: "Yowza! Yowza! Yowza!", pro postavu ve filmu.